# Кастелано (Асколи Пичено)
Кастелано (итал. Castellano) насеље је у Италији у округу Асколи Пичено, региону Марке.
Према процени из 2011. у насељу је живело 61 становника. Насеље се налази на надморској висини од 453 м.